# Linia kolejowa Heidenau – Altenberg
Linia kolejowa Heidenau – Altenberg – drugorzędna linia kolejowa w Niemczech, w kraju związkowym Saksonia. Biegnie z Heidenau na linii Děčín – Dresden-Neustadt poprzez dolinę Müglitz do Altenberg.